# Mario Jokić
Mario Jokić (* 10. September 1990 in Zagreb) ist ein kroatischer Fußballspieler.

## Karriere

### Verein
Jokić begann seine Karriere bei Dinamo Zagreb. Zur Saison 2009/10 wechselte er zum Zweitligisten NK Rudeš. Im März 2011 wechselte er nach Litauen zum Erstligisten FK Žalgiris Vilnius. Sein Debüt für den Hauptstadtklub in der A lyga gab er im April 2011, als er am vierten Spieltag der Saison 2011 gegen Kruoja Pakruojis in der Startelf stand. Bis Saisonende kam er zu 21 Einsätzen für Žalgiris in der höchsten litauischen Spielklasse. Nach der Saison 2011 kehrte er im Februar 2012 zu Rudeš zurück. In den folgenden zweieinhalb Spielzeiten kam er zu 64 Einsätzen für Rudeš in der 2. HNL.
Zur Saison 2014/15 wechselte er zum Ligakonkurrenten HNK Segesta Sisak. Für Segesta Sisak machte er 13 Spiele in der zweiten kroatischen Spielklasse. Im März 2015 wechselte er nach Bosnien und Herzegowina zum Drittligisten NK Sloga Ljubuški. Mit stieg er zu Saisonende in die Prva Liga FBiH auf. In der zweithöchsten bosnischen Spielklasse kam er zu elf Einsätzen. Im Februar 2016 kehrte er nach Kroatien zurück und schloss sich dem Drittligisten NK Zagorec Krapina an. Zur Saison 2016/17 wechselte Jokić zum NK GOŠK Dubrovnik, im Februar 2017 weiter zum NK Neretvanac Opuzen.
Zur Saison 2017/18 wechselte er nach Deutschland zum fünftklassigen TSV 1874 Kottern. Für Kottern kam er zu 25 Einsätzen in der Bayernliga. Zur Saison 2018/19 wechselte er zum Regionalligisten FC Memmingen. In zwei Jahren in Memmingen kam er zu 40 Einsätzen in der Regionalliga, in denen er fünf Tore erzielte. Zur Saison 2020/21 wechselte Jokić zum österreichischen Zweitligisten FC Dornbirn 1913. Für Dornbirn kam er insgesamt zu 37 Einsätzen in der 2. Liga. Nach der Saison 2021/22 verließ er den Klub. Nach mehreren Monaten ohne Klub wurde er dann im November 2022 Spielertrainer in Deutschland beim Kreisligisten KSC Ehingen.

### Nationalmannschaft
Jokić spielte im Juli 2005 erstmals für eine kroatische Jugendnationalauswahl. Zwischen August und Oktober 2006 kam er zu sechs Einsätzen für die U-17-Mannschaft.